# Hana Carmichael
Hana Carmichael (19 de marzo de 1989) es una deportista estadounidense que compite en judo. Ganó una medalla de bronce en los Juegos Panamericanos de 2011 en la categoría de –57 kg.

## Palmarés internacional
| Juegos Panamericanos | Juegos Panamericanos | Juegos Panamericanos | Juegos Panamericanos |
| Año                  | Lugar                | Medalla              | Categoría            |
| -------------------- | -------------------- | -------------------- | -------------------- |
| 2011                 | Guadalajara (México) | Medalla de bronce    | –57 kg               |